# Herbert Harold Read
Herbert Harold Read (Whitstable, 17 de diciembre de 1889 - 29 de marzo de 1970) fue un geólogo británico. Es especialmente recordado por sus trabajos sobre la formación de rocas ígneas y el metamorfismo en rocas.

## Vida
Nació en Whitstable, Kent, el 17 de diciembre de 1889 y era hijo de Herbert Read, un granjero que producía leche, y su mujer, Caroline Mary Kearn. Estudió en la escuela de la iglesia de St Alphege en Whitstable y prosiguió sus estudios en la escuela de Gramática Simon Langton para Chicos en Canterbury. Después estudió Ciencias en la Universidad de Londres, graduándose como BSc en 1911.
En la Primera Guerra Mundial sirva en los Fusileros Reales viendo servicio activo en el Somme y en Gallipoli. Fue declarado fuera de servicio en 1917 y regresó a Gran Bretaña a trabajar en la sección escocesa del Servicio Geológico, donde había estado por un breve tiempo en 1914. De su trabajo se recuerda el haber descubierto la secuencia de facies metamórficas de tipo Buchan y otros estudios sobre los patrones de roca metamórfica en Escocia. Se quedó en la institución hasta 1931.
En 1927 fue elegido socio de la Sociedad Real de Edimburgo. Su nominadores fueron John Horne, Sir John Smith Flett, Murray Macgregor y Sir Edward Battersby Bailey. De 1931 a 1939 fue profesor de geología en la universidad de Liverpool, donde continuó con el estudio del metamorfismo de rocas encontradas en lugares como las islas Shetland.
Fue elegido socio de la Sociedad Real en 1939.  También fue condecorado con la medalla Bigsby de la Sociedad Geológica de Londres en 1935. Fue decano de la Escuela Real de Minas de 1943-45 y profesor de geología en Universidad Imperial. Fue un periodo caracterizado por el estudio de rocas plutónicas como el granito, de origen ígneo pero con procesos metamórficos. De 1947-1948 Fue presidente de la Sociedad Geológica.
Ganó la medalla Wollaston de la Sociedad Geológica de Londres en 1952, la Medalla Real de la Sociedad Real en 1963 por "contribuciones excepcionales al entendimiento de los procesos de metamorfismo rocoso y de los orígenes del granito" y la medalla Penrose de la Sociedad Geológica de Estados Unidos en 1967.
Murió el 29 de marzo de 1970. En 1917 se había casado con Edith Browning.

## Publicaciones
- Geology: An Introduction to Earth History (1949)
- The Granite Controversy (1957)
- Beginning Geology (1966)
- Later Stages of Earth History (1975)

## Cita
"El mejor geólogo es el que ha visto el más rocas." (H. H. Read, 1940)